# Бурдзинський Венантій Андрійович
Вена́нтій Андрі́йович Бурдзи́нський (пол. Wenanty Burdziński, 18 травня 1864, Селище, Російська імперія — 17 грудня 1928, Варшава, Польща) — український та польський натураліст, засновник і перший директор Київського та Варшавського зоопарків.

## Життєпис

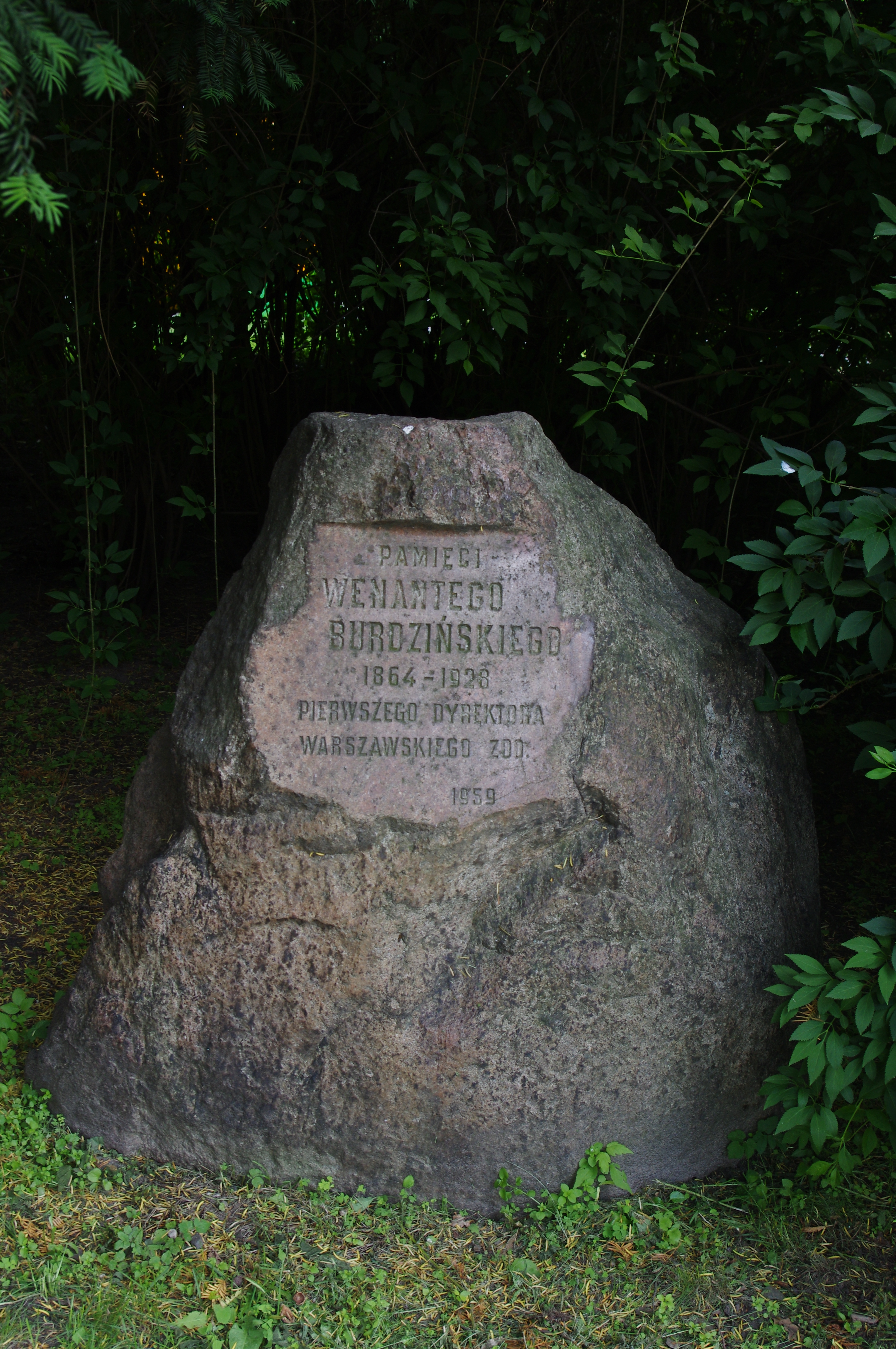
Пам'ятний камінь в Варшаві

Народився в селі Селище Канівського повіту Київської губернії (нині — Корсунь-Шевченківський район Черкаської області) в родині управителя цукроварні Андрія Бурдзинського. Закінчив Київську гімназію, а у 1892 році юридичний факультет Київського університету Святого Володимира. З 1892 по 1906 рік був управляючим маєтком Казимирівка, що на Полтавщині.
Після смерті батька повернувся до Києва, де почав клопотати про створення зоопарку на базі ботанічного саду на вулиці Володимирській, що належав університету Святого Володимира. В 1907 році обійняв посаду Секретаря Київського товариства поціновувачів природи. Товариство розміщувалося на вул. Володимирська, 51 [Архівовано 21 грудня 2021 у Wayback Machine.]. Будинок не зберігся.
У 1908 році Товариство організувало в ботанічному саду виставку представників фауни, що складалася з 17 видів ссавців і птахів. Саме вона стала прообразом майбутнього зоологічного саду. До кінця того ж року кількість тварин в колекції сягала 115 видів тварин, а за рік — 177. Взимку тварин переводили до складських приміщень станції Київ-Товарний. Основні витрати на завезення та розміщення звірів, а також будівництво для них приміщень і заробітну платню обслуговчому персоналу ніс сам Бурдзинський.
У 1913 році міська рада завдяки ініціативності Бурдзинського відвела під зоопарк нову територію в районі Шулявки, а згодом ще й виділила додаткові кошти на облаштування парку. За перші десять років існування зоопарку його структуру доповнили зоологічний, ботанічний, етнографічний відділи, учбово-показова пасіка і музей бджільництва. У 1919 році виконавчий комітет Київської міської Ради робочих депутатів визнав зоологічний сад загальнодержавною власністю та надав у розпорядження ще близько 43 га землі. Венантій Бурдзинський залишався директором зоопарку до 1923 року.
У 1924 році, не бажаючи мати нічого спільного з більшовицьким режимом, Венантій Бурдзинський емігрував до Польщі, де протягом майже двох років працював бібліотекарем. У 1926—1927 роках Бурдзинський був консультантом біологічної Варшавської студії та займався створенням Варшавського зоопарку. 11 березня 1928 року зоопарк було офіційно відкрито, а Венантій Андрійович став його директором. Щоправда, обіймав він цю посаду недовго — вже за 9 місяців Бурдзинський помер у віці 64 років.

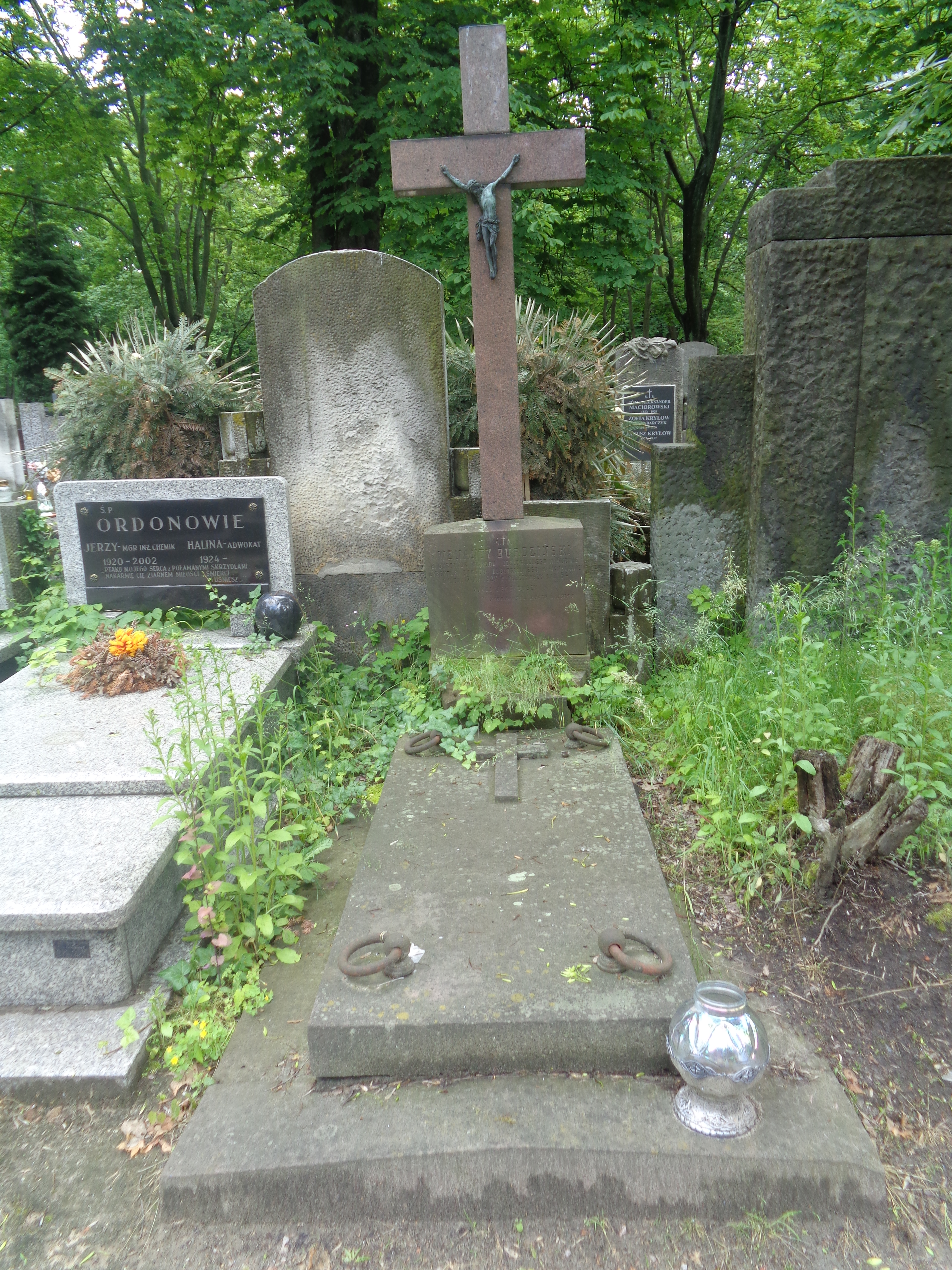
Могила Венантія Бурдзинського на цвинтарі Старі Повонзки у Варшаві

Похований на Повонзківському цвинтарі у Варшаві поле 100, ряд 6, місце 7.

## Вшанування пам'яті
- У 1959 році у Варшавському зоопарку було встановлено пам'ятний камінь на честь Венантія Бурдзинського, де зазначено, що він був першим директором зоопарку.
- На честь Венантія Бурдзинського у Київському зоопарку було названо чотири черешні, посаджені приблизно у 1878 році. У 2008 році було проведено санацію дерев, що продовжували давати урожай, незважаючи на свій солідний вік[3].